# European Open 2018 - Qualificazioni singolare
Le qualificazioni del singolare dell'European Open 2018 sono state un torneo di tennis preliminare per accedere alla fase finale della manifestazione. I vincitori dell'ultimo turno sono entrati di diritto nel tabellone principale. In caso di ritiro di uno o più giocatori aventi diritto a questi sono subentrati i lucky loser, ossia i giocatori che hanno perso nell'ultimo turno ma che avevano una classifica più alta rispetto agli altri partecipanti che avevano comunque perso nel turno finale.

## Teste di serie
1. Marcel Granollers (qualificato)
2. Il'ja Ivaška (qualificato)
3. Corentin Moutet (primo turno)
4. Félix Auger-Aliassime (ultimo turno, ritirato)

1. Serhij Stachovs'kyj (qualificato)
2. Constant Lestienne (ultimo turno, lucky loser)
3. Stéphane Robert (ultimo turno, lucky loser)
4. Salvatore Caruso (ultimo turno, lucky loser)

## Qualificati
1. Marcel Granollers
2. Il'ja Ivaška

1. Tallon Griekspoor
2. Serhij Stachovs'kyj

### Lucky loser
1. Constant Lestienne
2. Stéphane Robert

1. Salvatore Caruso

## Tabellone

### Legenda
| - Q = Qualificato - WC = Wild card - LL = Lucky loser | - ALT = Alternate - SE = Special Exempt - PR = Protected Ranking | - w/o = Walkover - r = Ritirato - d = Squalificato |

### Sezione 1
|  | Primo turno | Primo turno       | Primo turno       | Primo turno | Primo turno |  |  | Ultimo turno | Ultimo turno      | Ultimo turno | Ultimo turno | Ultimo turno |  |
|  |             |                   |                   |             |             |  |  |              |                   |              |              |              |  |
|  | 1           | Marcel Granollers | Marcel Granollers | 6           | 6           |  |  |              |                   |              |              |              |  |
|  | WC          | Yannick Mertens   | Yannick Mertens   | 4           | 4           |  |  | 1            | Marcel Granollers | 6            | 5            | 6            |  |
|  |             | Scott Griekspoor  | 7                 | 3           | 2           |  |  | 8            | Salvatore Caruso  | 4            | 7            | 2            |  |
|  | 8           | Salvatore Caruso  | 62                | 6           | 6           |  |  |              |                   |              |              |              |  |

### Sezione 2
|  | Primo turno | Primo turno        | Primo turno   | Primo turno | Primo turno |  |  | Ultimo turno | Ultimo turno       | Ultimo turno | Ultimo turno | Ultimo turno |  |
|  |             |                    |               |             |             |  |  |              |                    |              |              |              |  |
|  | 2           | Il'ja Ivaška       | Il'ja Ivaška  | 6           | 6           |  |  |              |                    |              |              |              |  |
|  |             | Antoine Hoang      | Antoine Hoang | 3           | 3           |  |  | 2            | Il'ja Ivaška       | 4            | 7            | 6            |  |
|  |             | Nicolas Mahut      | 2             | 6           | 63          |  |  | 6            | Constant Lestienne | 6            | 6(1)         | 3            |  |
|  | 6           | Constant Lestienne | 6             | 4           | 7           |  |  |              |                    |              |              |              |  |

### Sezione 3
|  | Primo turno | Primo turno              | Primo turno       | Primo turno | Primo turno |  |  | Ultimo turno | Ultimo turno      | Ultimo turno      | Ultimo turno | Ultimo turno |  |
|  |             |                          |                   |             |             |  |  |              |                   |                   |              |              |  |
|  | 3           | Corentin Moutet          | Corentin Moutet   | 2           | 1           |  |  |              |                   |                   |              |              |  |
|  |             | Tallon Griekspoor        | Tallon Griekspoor | 6           | 6           |  |  |              | Tallon Griekspoor | Tallon Griekspoor | 7            | 6            |  |
|  | Alt         | Frederico Ferreira Silva | 5                 | 7           | 4           |  |  | 7            | Stéphane Robert   | Stéphane Robert   | 62           | 3            |  |
|  | 7           | Stéphane Robert          | 7                 | 5           | 6           |  |  |              |                   |                   |              |              |  |

### Sezione 4
|  | Primo turno | Primo turno           | Primo turno         | Primo turno | Primo turno |  |  | Ultimo turno | Ultimo turno          | Ultimo turno | Ultimo turno | Ultimo turno |  |
|  |             |                       |                     |             |             |  |  |              |                       |              |              |              |  |
|  | 4           | Félix Auger-Aliassime | 5                   | 6           | 7           |  |  |              |                       |              |              |              |  |
|  | WC          | Zizou Bergs           | 7                   | 3           | 62          |  |  | 4            | Félix Auger-Aliassime | 2            | 0            | r            |  |
|  |             | Kenny de Schepper     | Kenny de Schepper   | 67          | 4           |  |  | 5            | Serhij Stachovs'kyj   | 6            | 3            |              |  |
|  | 5           | Serhij Stachovs'kyj   | Serhij Stachovs'kyj | 7           | 6           |  |  |              |                       |              |              |              |  |